# Савезничка инвазија Италије
Савезничка инвазија Италије је представљала искрцавање војске западних Савезника у континенталној Италији која је почела 3. септембра 1943. Инвазију је извршила 15. армијска група генерала Харолда Александера (која је обухватала Пету америчку армију генерал-пуковника Марка Кларка и Осму британску армију генерала Бернарда Монтгомерија. Ова операција је уследила некон успешне инвазије Сицилије два месеца раније.
Главне инвазионе снаге су се искцрале у Салерну (операција Аваланч) ~ операција „Лавина“ на западу Апенинског полуострва, док су две помоћне операције извршене у Калабрији (операција Бејтаун) и Таранту (операција Слапстик).
Искрцавање Савезника код Салерна имало је за циљ да се овлада Напуљем чија је лука могла, због великог капацитета, да задовољи у знатној мери потребе снабдевања Италијанског фронта. У овој десантној операцији учествовало је преко 600 бродова од чега је било 230 ратних. Током целог трајање ове операције море је било мирно, а време веома повољно. Може се рећи да се главна битка за Италију одиграла код Салерна.

## Савезнички план
Задатак искрцавања био је поверен америчкој 5. армији под командом генерал-лајтнанта Марка Кларка у чијем је саставу био амерички 6. корпус од две дивизије и 10. бритаснког корпуса од три дивизије. Британске јединице требало је да се искрцају на сектору северно од реке Селеа па до око три km јужно од Салерна, а америчке од реке Селеа до Агрополија. На полуострву Соренто планирано је да се искрцају јуришне јединице Ренџери и да у садејству са трупама које би искочиле падобранима униште немачке батерије које су могле са бока одлично да гађају читаву зону искрцавања.
Планирано је било да конвоји пођу из северних лука Сицилије, Палерма и Терминија као и из лука северне Африке, Орана, Алжира, Бизерте и Триполија, са десантним средствима, транспортним бродовима, непосредним осигурањем и бродовима за артиљеријску подршку који би формирали две групе према подручју свог искрцавања. Авијацијску подршку сачињавало је пет ескортних носача авиона, неколико крстарица и разарача, а непосредну заштитиу чинило је пет бојних бродова и известан број лаких крстарица и разарача, али су касније, током саме операције, била повучена четири бојна брода ради спровођења италијанске флоте на Малту.
Истог дана када је био извршен десант код Салерна почело је искрцавање у Таранту британске 1. ваздушно-десантне дивизије од око 8000 људи.

## Немачке припреме
Немачка је користила остатке оних елемената у Италији и који су још били спремни да се боре и укључила их је у своје планове за одбрану Италије. Великом брзином су биле спроведене одбамбене мере, припремани су положаји а за борбу је су био спреман и читав низ мањих бродова које су Немци успели да заробе.

## Десант
8. септембра у зору испловио је конвој са Сицилије који се око 15:00 часова састао са конвојем који је пловио из северне Африке. Конвој са Сицилије био је откривен још у 14:00 часова и немачка авијација је од тада вршила честе нападе и узнемиравања наневши конвоју извесне губитке. У 21:00 час конвој је упловио у Салернски залив о одмах, по месечини, отпочео припреме за искрцавање. Групе миноловаца предузели су чишћење планираних пловних канала до зоне за сидрење. Пошто су немачке јединице већ откриле целу ову експедицију, концентрисали су доста јаку авијацију и предузели су снажна бомбардовања из ваздуха која, захваљујући веома јакој противваздушној одбрани, нису имала неки већи учинак ~ био је потопљен само један LCT брод.
9. септембра у 01:00 час, пошто је зашао Месец, бродови су се приближили обали на око 10 километара, а око 01:30 часова транспортни бродови су спустили у море десантне чамце који су кренули на јуришну линију на око 3,5 километара од обале. Тада је савезничка авијација жестоко бомбардовала северно ~ британаско ~ подручје искрцавања, а око 03:00 часова отворили су ватру и бродови подршке, на шта је немачка артиљерија узвратила. Баш тада је стигао извештај о примирју са Италијом, али то није имало никакав утицај на отпор немачке одбране. На јужном ~ америчком ~ сектору није било вршено бомбардовање, јер се тежило изненадном јуришу. Око 03:00 часова јуришне јединице Ренџери су се искрцали на полуострво Соренто где су уништиле немачке батерије. Под заштитом бродске артиљерије Савезникци су око 04:00 часова послали десантне бродове на обалу и почели главно искрцавање. При прилажењу самој обали неки десантни су наишли на мине које миноловци нису успели да уконе због сувише плитке воде и муља. Немци су десантна средства држали под константном блиском артиљеријском и митраљеском ватром. На обали су биле добро распоређене батерије и митраљези биле су подигнуте препреке. Немци су пружали веома јак отпор, а ускоро су се појавили и тенкови, тако да је ширење мостобрана било знатно успорено и ограничено. Одбрана обале била је добро организована, а нарочито је у том погледу добро искоришћено време од момента уочавања конвоја до његовог искрцавања. Искрцане трупе биле су усмераване одређеним правцима који су били под веома јаком немачком ватром.
Након сванућа немачка авијација је извршила снажно бомбардовање искрцаних трупа, а јаке тенковске групе предузеле су противнападе. Од тренутка искрцавања Немци су у току 24 часа извршили пет јаких противнапада, тако да су само уз велике жртве и крајње напоре успели да одрже и учврсте мостобран.
Следећег дана, 10. септембра, као појачање искрцаним трупама била је упућена 45. америчка дивизија да би помогла одбрану мостобрана. Током ноћи 11. на 12. септембра немачке трупе предузимали су јаке проитвнападе не би ли савезничке трупе бацили у море. Веома тешка борба водила се пуна два дана са крајње променљивом срећом у којој су Савезници имали тешке губитке.
Веома тешка борба за мостобран наставила се и током 14. и 15. септембра; Немци су нападали надмоћним тенковским снагама, и мостобран је спасен само захваљујући енергичној интервенцији савезничке флоте ~ два бојна брода, пет крстарица и 27 разарача, авијације и искрцаним појачањима. Савезничка флота је са блиских одстојања вршила страховита гранатирања по немачким трупама и тенковима, а авијација је формирала читав ватрени кишобран, тако да је ово спасило савезничке снаге и омогућило им да се и даље одрже пред надмоћним немачким снагама. Положај америчке 5. армије био је олакшан када је 17. септембра британска 8. армија угрозила јужни бок немачких снага пред мостобраном америчке 5. армије када су се ове савезничке армије и сјединиле.
Током ноћи између 17. и 18. септембра Немци су били прмоани на одступање на средњем и источном делу како би исправили фронт у висини Напуља и избегли опасност да им десант код Салерна угрози одступницу и позадину. На положајима које су запосели између Напуља и Јадранског мора, Немци су задржавали Савезнике и онемогућавали им да заузму Напуљ све до 10. октобра.
Тек 3. октобра америчка 5. армија је ушла у Напуљ и заузела потпуно разорену луку.

## Закључак
А) Иако су имали велику надмоћ у авијацији Савезници приликом десанта код Салерна нису применили озбиљније мере на обезбеђивању тајности укрцавања и пловидбе десанта, него су дозволили Немцима да прате десант још од 14:00 часова 8. септембра. Рано откривање десанта омогућило је Врховној команди Вермахта да употпуни своје припреме за одбијање десанта. Такође је потребно истаћи да је десант пловио ка обали по месечини и веома дуго се задржао испред места искрцавања ~ стигао је 8. септембтра у 21:00 час, а почео је искрцавање тек 9. септембра у 03:00 часова ~ чиме су места искрцавања октривена чак шест часова пре почетка искрцавања.
Б) Бродови са десантом налазили су се на сувише великом растојању од обале, тако да су јуришна десантна средства већи део пута била под жестоко немачком ватром са обале. Услед тога је дошло до губитака десантних бродова још пре пре искрцавања десантна, што се негативно одразило на морал искрцаних трупа.
В) Организација разминирања била је прилично слаба, јер су, иако у мањем броју, мине код обале остале неуклоњене што је проузроковало додатни губитак десантних средстава.
Г) Извиђање обале на којој је требало извршити искрцавање је такође било доста слабо, чак и поред надмоћи савезничке авијације, тако да су искрцане трупе наилазиле на нерашчишћене препреке које су их приморавале да се крећу правцима на којима су биле доста изложене немачком ватром.
Д) Демостративни десант на северном делу сектора није постигао очекивани резултат услед тога што је по распореду бродова пред обалом савезничка намера била јасна Немцима још и пре самог искрцавања.
Ђ) Одржавању и спашавању десанта изузетно пуно је допринела ефикасна подршка јаких савезничких поморских снага, тако да су само захваљујући залагању флоте и бродске авијације одбијени сви немачки противнапади. До 26. септембар26. септембра савезнички бродови су ради пружања артиљеријске подршке искрцаним трупама испалили преко 1000000 килограма граната. Услед удаљености аеродрома на Сицилији, савезничка авијација није могла ефикасно да обезбеђује само подручје десанта.
Е) Искрцвање америчке 5. армије код Салерна, њена борба за одржање мостобрана и крајњи успех десантне операције знатно су били олакшани енергичним дејством британске 8. армије која је својим напредовањем угрозила немачки јужно бок немачког распореда испред мостобрана и тиме везала део немачких снага. А са друге стране, успешан десант код Салерна угрозио је и бок и позадину немачке главнине снага, што је знатно утицало на одлуку да се повуку линију фронта у висини Напуља.
Губици Савезника у Италији износили су до 23. октобра код америчке 5. армија укупно око 8000 британских и око 6000 америчких погинулих, рањених и несталих војника, док је до истог датума британска 8. армија изгубила свега око 1000 људи.